# St. Louis Blues (1929)
St. Louis Blues is een Amerikaanse korte film uit 1929. In de film zingt zangeres Bessie Smith het nummer St. Louis Blues; het is zover bekend het enige filmmateriaal waarin de zangeres voorkomt. De film werd in 2006 opgenomen in de National Film Registry.

## Rolverdeling
| Acteur             | Personage      |
| ------------------ | -------------- |
| Bessie Smith       | zichzelf       |
| Hall Johnson Choir | zichzelf       |
| James P. Johnson   | Pianist        |
| Alec Lovejoy       |                |
| Jimmy Mordecai     | Jimmy the Pimp |
| Thomas Morris      | Cornetist      |
| Isabel Washington  |                |
| Bernard Addison    | gitarist       |